# The Post War Blues
The Post War Blues war ein US-amerikanisches Plattenlabel, das 1966 von dem Bluesforscher und Buchautor Mike Rowe gegründet wurde. Es war auf die Wiederveröffentlichung obskurer, ehemals auf 78-rpm-Schallplatten herausgebrachter Nachkriegsblues-Aufnahmen auf Langspielplatten-Samplern spezialisiert.